# Mike Tyson
Michael Gerard Tyson (Fort Greene, Brooklyn, Nova York, 30 de junho de 1966) é um ator e ex-boxeador profissional americano. Ativo entre 1985 a 2005 e 2024. É considerado um dos maiores boxeadores  de todos os tempos.

## Infância

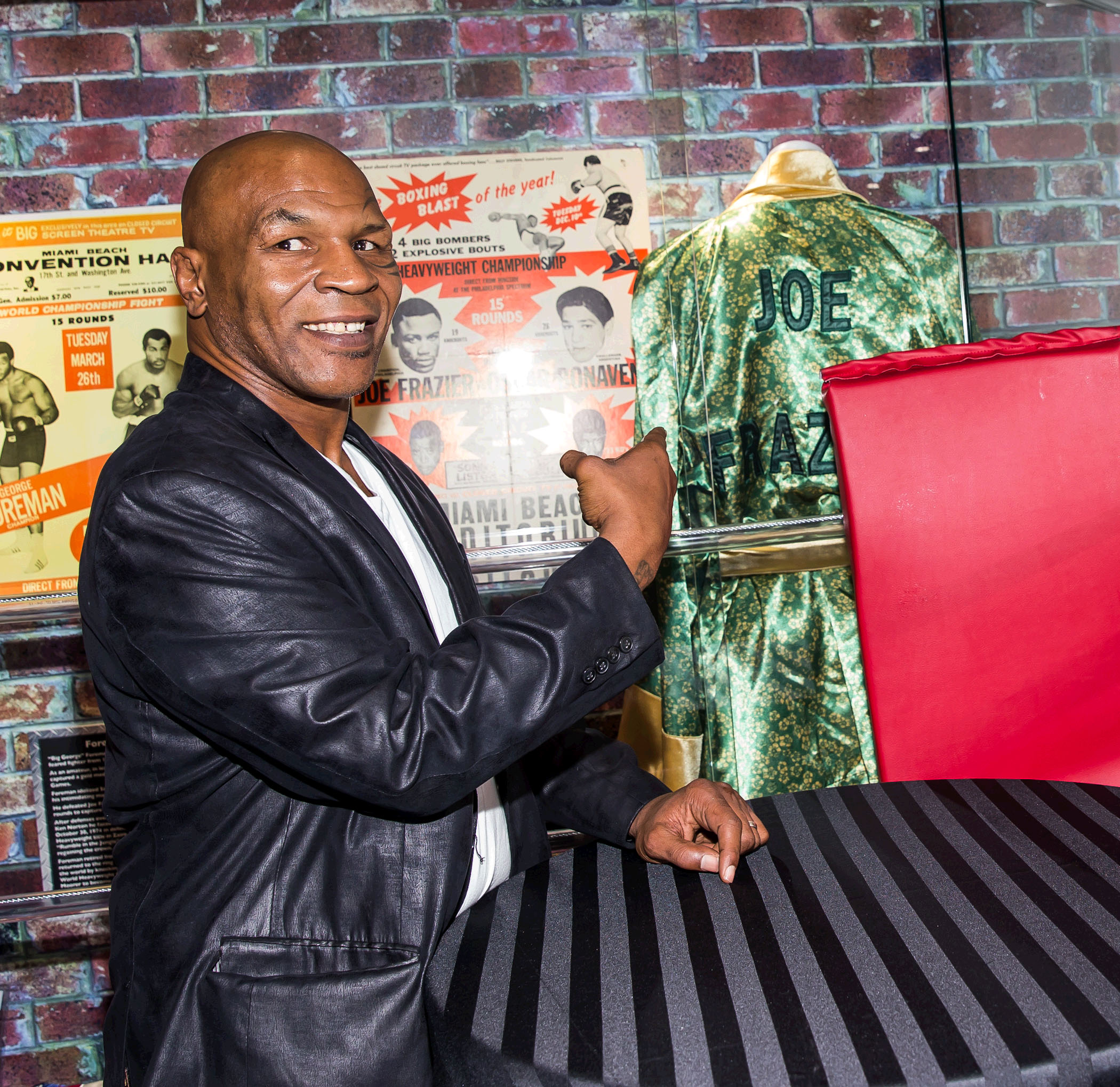
Mike Tyson na exposição de pesos pesados no Boxing Hall of Fame, Luxor Hotel, Las Vegas, Nevada.

Tyson nasceu no bairro do Brooklyn, Nova Iorque, Estados Unidos. Ele tem um irmão mais velho chamado Rodney (nascido em 1961) e tinha uma irmã mais velha chamada Denise, que morreu de um ataque cardíaco aos 24 anos, em fevereiro de 1990.
O pai biológico de Tyson é Purcell Tyson (que era da Jamaica), mas o homem que Tyson conhecia como seu pai é Jimmy Kirkpatrick. Kirkpatrick era de Grier Town, Carolina do Norte (um bairro predominantemente negro que foi anexado pela cidade de Charlotte), onde ele foi um dos melhores jogadores de beisebol do bairro. Kirkpatrick se casou e tinha um filho, o meio-irmão de Tyson Jimmie Lee Kirkpatrick, que ajudaria a integrar a escola de futebol de Charlotte em 1965. Em 1959, Jimmy Kirkpatrick deixou sua família e mudou-se para Brooklyn, onde ele conheceu a mãe de Tyson, Lorna Mae (Smith) Tyson. Mike Tyson nasceu em 1966. Kirkpatrick frequentava salões de bilhar, jogava e andava pelas ruas. "Meu pai era apenas um cara normal das ruas, preso ao mundo das ruas", disse Tyson. Kirkpatrick abandonou a família Tyson na época que Mike nasceu, deixando a mãe de Tyson para cuidar dos filhos sozinha. Kirkpatrick morreu em 1992.
Mike Tyson teve um desenvolvimento físico precoce. Aos 12 anos pesava mais de 80 kg, com musculatura avantajada para a idade; aos 15, já era um peso-pesado veloz e nocauteador; aos 18, nem mesmo seu treinador ficava de pé; aos 20 anos, tornou-se campeão mundial, o mais jovem peso-pesado a conseguir este feito.

## Carreira
Mike Tyson teve uma infância difícil depois de o pai abandonar o lar quando ele tinha apenas dois anos. A sua juventude ficou marcada pelo STIB e foi internado aos 11 anos, em um reformatório para jovens delinquentes, onde se iniciou no boxe, motivado pelo diretor da instituição, que era um antigo pugilista. Aos treze anos foi descoberto pelo treinador Cus D'Amato que passou a ser o responsável pela sua carreira. No entanto, no ano seguinte, Mike Tyson passou a ser orientado por Jan Vojik, ele foi campeão mundial olímpico dos pesos médios aos 14 anos de idade.
Em 1981, com 15 anos, tornou-se campeão juvenil de boxe dos Estados Unidos da América para, no ano seguinte alcançar o título mundial do mesmo escalão etário. Em 1983 zangou-se com Atlas e voltou a trabalhar com Cus D'Amato e foi sob a orientação deste, que em 1985, deu-se a sua passagem para o boxe profissional. Logo no primeiro ano ganhou os 15 combates em que participou, 11 deles por K.O. (knock-out) no primeiro round.
Em 1986 um mês depois de Cus D'Amato falecer, Tyson impôs-se definitivamente como campeão e ficou conhecido em todo o mundo. A mais importante das 13 vitórias do ano aconteceu no dia 22 de novembro quando, ao derrotar Trevor Berbick, conquistou o título mundial de pesos pesados do Conselho Mundial de Boxe (WBC). Com 20 anos, foi o mais jovem pugilista a alcançar esse feito.
No ano seguinte, conquistou também os títulos mundiais da Federação Internacional de Boxe e da Associação Mundial de Boxe e em 1988 venceu três combates contra pugilistas de renome. Todos por K.O. antes do quarto assalto.
Ainda em 1988 casou com a atriz e modelo Robin Givens que, no ano posterior, pediu o divórcio. Em um programa de televisão, alegou que Tyson era, em suas palavras, maníaco-depressivo. Estes problemas afetaram a carreira do pugilista, que só combateu por duas vezes em 1989, embora tenha vencido os dois desafios. O mau momento ficou confirmado em 1990 quando, no dia 11 de fevereiro, foi batido no Japão por Buster Douglas com o K.O. ao décimo assalto, perdendo os seus três títulos mundiais.
Em 1990 e 1991 venceu os quatro combates em que participou e, entretanto, desafiou para um combate o novo campeão mundial Evander Holyfield, também norte-americano.
Em julho de 1991 fez parte do júri do concurso Miss América, mas acabou acusado de violação por uma das participantes. Enquanto aguardava o julgamento continuou a treinar, mas lesionou-se e teve de adiar o combate com Holyfield.
Em março de 1992 Mike Tyson foi condenado a seis anos de prisão, mas devido ao bom comportamento só cumpriu metade da pena. Saiu da prisão em março de 1995 e cinco meses depois voltou a combater, exatamente no dia 19 de agosto de 1995 no MGM Grand Garden, para derrotar um desconhecido pugilista irlandês, Peter McNeeley, auto-apelidado de O Furacão Irlandês aos 89 segundos do primeiro assalto. Pela vitória Tyson recebeu 25 milhões de dólares, e McNeeley levou 700 mil dólares.

### Tyson vs Holyfield
Em 1996, voltou a combater e a vencer, o que o levou a desafiar de novo Holyfield. Em 9 de novembro daquele ano o combate aconteceu e Holyfield ganhou, mas Tyson pediu logo a desforra. Os dois pugilistas voltaram a encontrar-se em 28 de junho de 1997 para o que chegou a ser chamada de luta do século. Mas, a 40 segundos do final do terceiro round deu-se o inesperado: Tyson mordeu a orelha de Holyfield, o que levou à interrupção do combate. Reatado o duelo, Tyson voltou a morder a orelha do oponente e acabou por ser desclassificado, ele afirmou que só fez aquilo em resposta a repetidas cabeçadas que vinha recebendo de Holyfield (no primeiro confronto entre os dois Mike também havia reclamado sobre as cabeçadas de Holyfield), gerando uma luta no ringue entre as equipes de apoio dos dois pugilistas. Tyson perdeu o combate e foi banido por um ano da competição. Após cumprido o castigo o pugilista nova-iorquino voltou a combater e a vencer.

### Wrestling Profissional
Em 12 de janeiro de 2010, em edição da RAW, show de wrestling profissional norte-americano, Mike Tyson foi escolhido como apresentador convidado e participante do evento principal na noite: Uma luta com Chris Jericho contra D-Generation X.
No meio da luta, Hornswoggle invade a luta e Tyson faz o tag com Jericho, mas quando Jericho vai bater em Hornswoggle, Mike aparece atrás dele e então retira sua camisa preta e aparece uma da D-X; quando Jericho olha para trás, Tyson dá um soco nele. Neste dia, durante o programa ele foi considerado um membro da DX e no final do programa, um ex-membro.

### Tyson x Paul
Em março de 2024, foi anunciado que a Netflix e a Most Valuable Productions patrocinariam uma luta entre Tyson e o youtuber Jake Paul. O evento estava previsto para 20 de julho, porém foi adiado para 15 de novembro após Tyson sofrer de complicações de úlcera durante um voo. Foi sua primeira exibição profissional desde 2005. O evento ocorreu no AT&T Stadium, em Dallas, Texas, Estados Unidos, e Tyson foi derrotado por Jake Paul, 31 anos mais jovem, por decisão unânime dos juízes.

## Na cultura popular
A fama de Tyson se tornou uma parte da cultura popular. Em 1995, um filme biográfico intitulado "Tyson" foi feito para televisão. No Brasil foi transmitido pelo SBT. O pugilista apareceu também em produções como Rocky Balboa e inspirou jogos de videogame, como Mike Tyson's Punch-Out!! para o NES, Mike Tyson Boxing para o PlayStation e Game Boy Advance e Mike Tyson Heavyweight Boxing para o PlayStation 2 e Xbox. Em 2009 apareceu no filme "The Hangover" e em 2011 em The Hangover II, interpretando ele próprio, Mike Tyson. Também é um dos principais pugilistas do jogo Fight Night Round 4 e Fight Night Champion para Xbox One e para PlayStation 4.
Tyson também fora muito parodiado por seu comportamento selvagem: The Simpsons apresentou um boxeador chamado Drederick Tatum que satirizava Tyson. A série de jogos Street Fighter possui um boxeador americano chamado no original japonês de Mike Bison (mas alterado para Balrog no lançamento internacional para evitar processo de Tyson), o colunista da ESPN americana Bill Simmons criou a chamada "Zona Tyson", que é onde uma celebridade/atleta tem comportamento tão bizarro que qualquer notícia sobre esta é considerada verdadeira, e o filme Scary Movie 4 inclui uma citação à luta em que Tyson mordeu a orelha de Holyfield.[carece de fontes?]
Em 2009 e 2011, Tyson fez uma participação nos filmes "The Hangover" e "The Hangover Part II" como ele mesmo.
Em 2013 interpretou Reggie Rhodes, um condenado por assassinato e vítima de violência sexual na décima quarta temporada do seriado Law and Order SVU, da NBC.
Participou de filmes como Ip Man, O Grande Mestre 3, e Kickboxer: Retaliação

## Tragédia
Em 25 de maio de 2009, a filha de quatro anos de Tyson, Exodus, foi encontrada por seu irmão de sete anos de idade, Miguel, inconsciente e enrolada em um cordão, pendurada em uma esteira ergométrica. Exodus Tyson morreu vítima de um acidente doméstico. O custo das contas médicas e do funeral foi de US$ 200 mil, que foram arrecadados através de doações, já que Mike estava falido.

## Processo
O fotógrafo Antonio Echevarria entrou com um processo civil contra o ex-boxeador e campeão mundial dos pesos-pesados Mike Tyson. Antonio Echevarria acusa Mike Tyson de agredi-lo com um soco em novembro de 2009, no Aeroporto Internacional de Los Angeles, e pede nada menos que US$ 25 milhões (cerca de R$ 42 milhões ou 18,72 milhões de euros) pelos danos causados. O boxeador chegou a ser preso pela agressão, mas a promotoria de Los Angeles o liberou alegando "provas insuficientes". O fotógrafo alegou que sofreu ferimentos graves no rosto, cérebro, coluna, pescoço e outras partes do seu corpo devido ao soco do peso-pesado, além de ter sua câmera quebrada por Tyson.[carece de fontes?]

## Pós carreira e falência
Em agosto de 2003, após vários anos de dificuldades financeiras, Tyson entrou com um pedido de falência, apesar de que, no decorrer da carreira, ter acumulado mais de US$ 300 milhões em caches e prêmios. Chegou a declarar que tinha pelo menos US$ 23 milhões em dívidas. Apesar de todos os problemas econômicos, ele foi nomeado pela revista Ring Magazine como número 16, logo após Sonny Liston, dentre os 100 melhores boxeadores de todos os tempos.[carece de fontes?]

## Cartel
| 50 Vitórias (44 knockouts, 5 decisões, 1 desqualificações), 7 Derrotas , 0 Empates, 2 Desistências |          |                        |                      |               |            |                            |
| Res.                                                                                               | Recorde  | Oponente               | Tipo                 | Rd., Tempo    | Data       | Local                      |
| Derrota                                                                                            | 50-7 (2) | Jake Paul              | UD                   | 8 (8), 2:00   | 2024-11-15 | Arlington, Texas           |
| Derrota                                                                                            | 50-6 (2) | Kevin McBride          | TKO                  | 6 (10), 3:00  | 2005-06-11 | Washington, DC             |
| Derrota                                                                                            | 50-5 (2) | Danny Williams         | KO                   | 4 (10), 2:51  | 2004-07-30 | Louisville, KY             |
| Vitória                                                                                            | 50-4 (2) | Clifford Etienne       | KO                   | 1 (10), 0:49  | 2003-02-22 | Memphis (Tennessee), TN    |
| Derrota                                                                                            | 49-4 (2) | Lennox Lewis           | KO                   | 8 (12), 2:25  | 2002-06-08 | Memphis, TN                |
| Vitória                                                                                            | 49-3 (2) | Brian Nielsen          | Desistência          | 7 (10), 3:00  | 2001-10-13 | Copenhagen, Dinamarca      |
| NC                                                                                                 | 48-3 (2) | Andrew Gołota          | Desistência          | 3 (10)        | 2000-10-20 | Auburn Hills, MI           |
| Vitória                                                                                            | 48-3 (1) | Lou Savarese           | TKO                  | 1 (10), 0:38  | 2000-06-24 | Glasgow, Scotland          |
| Vitória                                                                                            | 47-3 (1) | Julius Francis         | TKO                  | 2 (10), 1:03  | 2000-01-29 | Manchester, England        |
| NC                                                                                                 | 46-3 (1) | Orlin Norris           | Desistência          | 1 (10), 3:00  | 1999-10-23 | Las Vegas, NV              |
| Vitória                                                                                            | 46-3     | Francois Botha         | KO                   | 5 (10), 2:59  | 1999-01-16 | Las Vegas, NV              |
| Derrota                                                                                            | 45-3     | Evander Holyfield      | Desqualificação      | 3 (12)        | 1997-06-28 | Las Vegas, NV              |
| Derrota                                                                                            | 45-2     | Evander Holyfield      | TKO                  | 11 (12), 0:37 | 1996-11-09 | Las Vegas, NV              |
| Vitória                                                                                            | 45-1     | Bruce Seldon           | TKO                  | 1 (12), 1:49  | 1996-09-07 | Las Vegas, NV              |
| Vitória                                                                                            | 44-1     | Frank Bruno            | TKO                  | 3 (12), 0:50  | 1996-03-16 | Las Vegas, NV              |
| Vitória                                                                                            | 43-1     | Buster Mathis, Jr.     | KO                   | 3 (12), 2:32  | 1995-12-16 | Philadelphia, Pennsylvania |
| Vitória                                                                                            | 42-1     | Peter McNeeley         | Disqualification     | 1 (10)        | 1995-08-19 | Las Vegas, NV              |
| Vitória                                                                                            | 41-1     | Donovan Ruddock        | Decision (unanimous) | 12            | 1991-06-28 | Las Vegas, NV              |
| Vitória                                                                                            | 40-1     | Donovan Ruddock        | TKO                  | 7 (12), 2:22  | 1991-03-18 | Las Vegas, NV              |
| Vitória                                                                                            | 39-1     | Alex Stewart           | KO                   | 1 (10), 2:27  | 1990-12-08 | Atlantic City, NJ          |
| Vitória                                                                                            | 38-1     | Henry Tillman          | KO                   | 1 (10), 2:47  | 1990-06-16 | Las Vegas, NV              |
| Derrota                                                                                            | 37-1     | James "Buster" Douglas | KO                   | 10 (12)       | 1990-02-11 | Tokyo, Japão               |
| Vitória                                                                                            | 37-0     | Carl Williams          | TKO                  | 1 (12), 1:33  | 1989-07-21 | Atlantic City, NJ          |
| Vitória                                                                                            | 36-0     | Frank Bruno            | TKO                  | 5 (12), 2:55  | 1989-02-25 | Las Vegas, NV              |
| Vitória                                                                                            | 35-0     | Michael Spinks         | KO                   | 1 (12), 1:31  | 1988-06-27 | Atlantic City, NJ          |
| Vitória                                                                                            | 34-0     | Tony Tubbs             | TKO                  | 2 (12), 2:54  | 1988-03-21 | Tokyo, Japão               |
| Vitória                                                                                            | 33-0     | Larry Holmes           | TKO                  | 4 (12), 2:55  | 1988-01-22 | Atlantic City, NJ          |
| Vitória                                                                                            | 32-0     | Tyrell Biggs           | TKO                  | 7 (12), 2:59  | 1987-10-16 | Atlantic City, NJ          |
| Vitória                                                                                            | 31-0     | Tony Tucker            | Decision (unanimous) | 12            | 1987-08-01 | } Las Vegas, NV            |
| Vitória                                                                                            | 30-0     | Pinklon Thomas         | TKO                  | 6 (12), 2:00  | 1987-05-30 | Las Vegas, NV              |
| Vitória                                                                                            | 29-0     | James Smith            | Decision (unanimous) | 12            | 1987-03-07 | Las Vegas, NV              |
| Vitória                                                                                            | 28-0     | Trevor Berbick         | TKO                  | 2 (12), 2:35  | 1986-11-22 | Las Vegas, NV              |
| Vitória                                                                                            | 27-0     | Alonzo Ratliff         | KO                   | 2 (10), 1:41  | 1986-09-06 | Las Vegas, NV              |
| Vitória                                                                                            | 26-0     | José Ribalta           | TKO                  | 10 (10), 1:23 | 1986-08-17 | Atlantic City, NJ          |
| Vitória                                                                                            | 25-0     | Marvis Frazier         | KO                   | 1 (10), 0:30  | 1986-07-26 | Glens Falls, NY            |
| Vitória                                                                                            | 24-0     | Lorenzo Boyd           | KO                   | 2 (10), 1:43  | 1986-07-11 | Swan Lake, NY              |
| Vitória                                                                                            | 23-0     | William Hosea          | KO                   | 1 (10), 2:03  | 1986-06-28 | Troy, NY                   |
| Vitória                                                                                            | 22-0     | Reggie Gross           | TKO                  | 1 (10), 2:36  | 1986-06-13 | New York City, NY          |
| Vitória                                                                                            | 21-0     | Mitch Green            | Decisão              | 10            | 1986-05-20 | New York City, NY          |
| Vitória                                                                                            | 20-0     | James Tillis           | Decisão              | 10            | 1986-05-09 | Glens Falls, NY            |
| Vitória                                                                                            | 19-0     | Steve Zouski           | KO                   | 3 (10), 2:39  | 1986-03-10 | Uniondale, NY              |
| Vitória                                                                                            | 18-0     | Jesse Ferguson         | DQ                   | 6 (10), 1:19  | 1986-02-16 | Troy, NY                   |
| Vitória                                                                                            | 17-0     | Mike Jameson           | TKO                  | 5 (8), 0:46   | 1986-01-24 | Atlantic City, NJ          |
| Vitória                                                                                            | 16-0     | David Jaco             | TKO                  | 1 (10), 2:16  | 1986-01-11 | Albany, NY                 |
| Vitória                                                                                            | 15-0     | Mark Young             | KO                   | 1, 0:50       | 1985-12-27 | Latham, NY                 |
| Vitória                                                                                            | 14-0     | Sammy Scaff            | KO                   | 1 (10), 1:19  | 1985-12-06 | New York City, NY          |
| Vitória                                                                                            | 13-0     | Conroy Nelson          | KO                   | 2             | 1985-11-22 | Latham, NY                 |
| Vitória                                                                                            | 12-0     | Eddie Richardson       | KO                   | 1, 1:17       | 1985-11-13 | Houston, TX                |
| Vitória                                                                                            | 11-0     | Sterling Benjamin      | TKO                  | 1, 0:54       | 1985-11-01 | Latham, NY                 |
| Vitória                                                                                            | 10-0     | Robert Colay           | KO                   | 1 (8), 0:37   | 1985-10-25 | Atlantic City, NJ          |
| Vitória                                                                                            | 9-0      | Donnie Long            | KO                   | 1 (6), 1:28   | 1985-10-09 | Atlantic City, NJ          |
| Vitória                                                                                            | 8-0      | Michael Johnson        | KO                   | 1 (6), 0:39   | 1985-09-05 | Atlantic City, NJ          |
| Vitória                                                                                            | 7-0      | Lorenzo Canady         | TKO                  | 1 (6), 1:05   | 1985-08-15 | Atlantic City, NJ          |
| Vitória                                                                                            | 6-0      | Larry Sims             | KO                   | 3 (6), 2:04   | 1985-07-19 | Poughkeepsie, NY           |
| Vitória                                                                                            | 5-0      | John Alderson          | TKO                  | 2 (6)         | 1985-07-11 | Atlantic City, NJ          |
| Vitória                                                                                            | 4-0      | Ricardo Spain          | KO                   | 1 (6), 0:39   | 1985-06-20 | Atlantic City, NJ          |
| Vitória                                                                                            | 3-0      | Don Halpin             | KO                   | 4 (4)         | 1985-05-23 | Albany, NY                 |
| Vitória                                                                                            | 2-0      | Trent Singleton        | TKO                  | 1 (4), 0:53   | 1985-04-10 | Albany, NY                 |
| Vitória                                                                                            | 1-0      | Hector Mercedes        | TKO                  | 1 (4), 1:47   | 1985-03-06 | Albany, NY                 |

- Wikiquote
- Wikinotícias